# Zelandopsyche
Zelandopsyche är ett släkte av nattsländor. Zelandopsyche ingår i familjen Oeconesidae.
Kladogram enligt Catalogue of Life:
| Zelandopsyche | \| \| Zelandopsyche ingens \| \| \| \| \| \| Zelandopsyche maclellani \| \| \| \| |
|               | \| \| Zelandopsyche ingens \| \| \| \| \| \| Zelandopsyche maclellani \| \| \| \| |
|               | Oeconesus                                                                         |
|               |                                                                                   |
|               | Pseudoeconesus                                                                    |
|               |                                                                                   |
|               | Tarapsyche                                                                        |
|               |                                                                                   |
|               | Tascuna                                                                           |
|               |                                                                                   |
|               | Zepsyche                                                                          |
|               |                                                                                   |
|               | Zelandopsyche ingens                                                              |
|               |                                                                                   |
|               | Zelandopsyche maclellani                                                          |
|               |                                                                                   |

|  | Zelandopsyche ingens     |
|  |                          |
|  | Zelandopsyche maclellani |
|  |                          |